# Étienne-Louis Malus
Étienne-Louis Malus (23. června 1775, Paříž, Francie – 24. února 1812, Paříž) byl francouzský důstojník, inženýr, matematik a fyzik.

## Životopis
V letech 1798 až 1801 se v rámci Commission des sciences et des arts zúčastnil Napoleonovy expedice do Egypta. V roce 1810 se stal členem Académie des sciences.
Ve svých matematických pracích se věnuje téměř výhradně světlu. Prováděl experimenty k ověření Huygensových teorií světla a převedl je do analytického tvaru. Objevil polarizaci světla odrazem (1809) a dvojlom světla v krystalech (1810). Pokusil se určit vztah mezi polarizačním úhlem a indexem lomu. Je autorem tzv. Malusova zákon pro intenzity světla při průchodu polarizačním filtrem.
Je jedním ze 72 významných mužů, jejichž jméno je zapsáno na Eiffelově věži v Paříži.

## Dílo
- Mémoire sur la mesure du puovoir réfringent des corps opaques. in Nouveau bulletin des sciences de la Société philomatique de Paris, 1 (1807), 77–81
- Mémoire sur de nouveaux phénomènes d’optique. ibid., 2 (1811), 291–295
- Traité d’optique. in Mémoires présentés à l’Institut des sciences par divers savants, 2 (1811), 214–302
- Théorie de la double réfraction de la lumière dans les substances cristallines. ibid., 303–508